# Isaak Sigal
Pour les articles homonymes, voir Sigal.
 (mars 2022).
La mise en forme du texte ne suit pas les recommandations de Wikipédia : il faut le « wikifier ».
Les points d'amélioration suivants sont les cas les plus fréquents. Le détail des points à revoir est peut-être précisé sur la page de discussion.
- Les titres sont pré-formatés par le logiciel. Ils ne sont ni en capitales, ni en gras.
- Le texte ne doit pas être écrit en capitales (les noms de famille non plus), ni en gras, ni en italique, ni en « petit »…
- Le gras n'est utilisé que pour surligner le titre de l'article dans l'introduction, une seule fois.
- L'italique est rarement utilisé : mots en langue étrangère, titres d'œuvres, noms de bateaux, etc.
- Les citations ne sont pas en italique mais en corps de texte normal. Elles sont entourées par des guillemets français : « et ».
- Les listes à puces sont à éviter, des paragraphes rédigés étant largement préférés. Les tableaux sont à réserver à la présentation de données structurées (résultats, etc.).
- Les appels de note de bas de page (petits chiffres en exposant, introduits par l'outil «  Source ») sont à placer entre la fin de phrase et le point final[comme ça].
- Les liens internes (vers d'autres articles de Wikipédia) sont à choisir avec parcimonie. Créez des liens vers des articles approfondissant le sujet. Les termes génériques sans rapport avec le sujet sont à éviter, ainsi que les répétitions de liens vers un même terme.
- Les liens externes sont à placer uniquement dans une section « Liens externes », à la fin de l'article. Ces liens sont à choisir avec parcimonie suivant les règles définies. Si un lien sert de source à l'article, son insertion dans le texte est à faire par les notes de bas de page.
- La présentation des références doit suivre les conventions bibliographiques. Il est recommandé d'utiliser les modèles {{Ouvrage}}, {{Chapitre}}, {{Article}}, {{Lien web}} et/ou {{Bibliographie}}. Le mode d'édition visuel peut mettre en forme automatiquement les références.
- Insérer une infobox (cadre d'informations à droite) n'est pas obligatoire pour parachever la mise en page.

Pour une aide détaillée, merci de consulter Aide:Wikification.
Si vous pensez que ces points ont été résolus, vous pouvez retirer ce bandeau et améliorer la mise en forme d'un autre article.
 (avril 2022).
 (mars 2022).
Isaac Yakovlevich Sigal (né le 31 mars 1927 à Vinnytsia) est un scientifique soviétique et ukrainien dans le domaine de la combustion du carburant et de la protection du bassin atmosphérique contre la pollution, maître émérite des sciences et de la technologie de l'Ukraine, docteur ès sciences techniques, professeur d'université, académicien de l’Académie des Sciences d’ingénierie d'Ukraine, chef du département de la protection de la pollution atmosphérique de l'Institut du gaz.

## Travaux
Dans les années 1960 - 1970, Isaac Yakovlevich Isaac Sigal a réalisé des travaux de recherches dans le domaine de formation d'oxydes d'azote dans la torche. Il a développé des principes scientifiques de la formation d'oxydes d'azote dans les processus de chauffage, a créé une nouvelle tendance et une école scientifique qui traite des conditions de formation et des méthodes de combustion du combustible dans les chaudières des centrales électriques et chaudières industrielles à formation réduite des oxydes d'azote, ainsi que des méthodes de neutralisation thermique des émissions de gaz industriel dans l'atmosphère.
Sa monographie «Protection du bassin atmosphérique contre la pollution»,          L. : « Nedra », 1977, 293 s, et sa deuxième édition revue et complétée,               L. : « Nedra », 1988, 313 s, (tirage de deux éditions - 12 000 exemplaires) et articles fondamentaux sur la formation d'oxydes d'azote dans les revues "Génie thermique", "Energie industrielle", "Génie énergétique", "Industrie du gaz" (Moscou), "Ecotechnologies et économie d'énergie" (Kiev), et d'autres sont connus d'un large éventail de spécialistes.
Sigal et ses étudiants ont développé les méthodes et les brûleurs avec une formation réduite d'oxydes d'azote qui étaient mis en œuvre dans plus de 100 chaudières de centrales électriques et 900 chaudières à eau chaude et industrielles de grande capacité.
Les chaudières spéciales à gaz (de type TVG et leur modification KVG) et autres, d'une capacité de 4 ... 10 MW, élaborées sous sa direction, fournissent le chauffage dans les maisons des quartiers résidentiels de 9 millions d'habitants.
Ces dernières années, des recherches et des travaux ont été réalisés pour moderniser les chaudières à eau chaude de la centrale thermoélectrique, d'une capacité de 58 ... 210 MW, et pour mettre en œuvre des processus de combustion de biogaz dans des chaudières industrielles.
Sous sa direction, 18 thèses de doctorat ont été préparées et soutenues. Sigal est l'auteur de plus de 290 publications, dont 14 monographies, plus de 60 certificats de droit d'auteur et brevets d'invention (brevets d'Ukraine, de Russie, d'Allemagne, des États-Unis, du Canada, d'Italie, d'Égypte, etc.).
Sigal est membre de la section du Comité des prix d'État de l'Ukraine, membre du Conseil académique pour l'attribution du diplôme du docteur ès sciences techniques, membre des comités de rédaction de 3 revues scientifiques et techniques, décoré de nombreuses médailles, dont la médaille UNESCO "L'homme et la biosphère 1975-1985", "Inventeur URSS", 2 médailles d'or et 1 médaille d'argent de l’Exposition des réalisations économiques nationales de l'URSS, deux fois - décoration de "Gratitude" de l'administration d'État de la ville de Kiev.
Développements réalisés 
__________________________________________
1950-1960 — méthodes de conversion des chaudières et des fours au gaz. Des brûleurs de sole à fente droite ont été utilisés sur 3 000 chaudières à vapeur et à eau chaude, des méthodes de conversion des fours au gaz ont été appliquées sur 500 000 fours.
1960-1965 — chaudières spéciales à gaz (de type TVG et leur modification KVG) d'une capacité de 4.10 MW. Il y a 8500 chaudières en fonctionnement : alimentation de systèmes de chauffage des quartiers de villes en Ukraine, région de Moscou, région de la Volga, Sibérie, États Baltes.
1965-1980 — méthodes d'épuration thermique des émissions de gaz dans les fours des chaudières, appliquées dans 20 usines.
1966-1990 — mécanisme et méthodes de réduction des oxydes d'azote dans les chaudières. Les brûleurs à combustion en gradins et autres développements sont utilisés dans les chaudières des centrales électriques et des grandes chaufferies des villes : Kiev, Moscou, Lvov, Kazan, Surgut, Vilnius, Riga, Sofia et autres (plus de 1000 chaudières au total).
1991-2007 — méthodes de modernisation de puissantes chaudières à eau chaude (La centrale thermoélectrique Darnitskaya , Zhytomyrteplokommunenergo).
2000-2007 — procédés et brûleurs pour la combustion de biogaz dans des chaudières à vapeur (installations de traitement Bortnicheskie, Kiev ; distilleries à Elektrogorsk (Russie), Luzhany (Ukraine).
Récompenses
Ordre du Mérite III (2009)[1]
Prix d'État de l'Ukraine dans le domaine de la science et de la technologie (2012)[2]
« Maître émérite des sciences et de la technologie de l'Ukraine» de la (1998)[3]
Principales monographies
__________________________________________
Sigal I. Ya. Appareils à gaz dans les chaufferies. - Kiev : Gostekhizdat de la RSS d'Ukraine, 1961.- 161 p.
Sigal I. Ya. Combustion de gaz dans les chaufferies industrielles. - Kiev : Maison d'édition de l'Université d'État. 1962. - 54 p.
Chaudières eau chaude pour une utilisation industrielle fonctionnant à gaz.
Kiev : Technique, 1967 - 145 p. I.Ya Sigal, E.M. Lavrentsov, O.I. Kosinov, E.P. Dombrovskaya.[1] [2]
Sigal I. Ya. Protection du bassin atmosphérique lors de la combustion du carburant. - L. : Nedra, 1977.- 293 p.
Sigal I. Ya. Protection du bassin atmosphérique lors de la combustion du carburant. Édition revue et complétée - L. : Nedra, 1988, - 311 p.[3]
Sigal I. Ya., Dombrovskaya E. P., Dupak A. S. Méthodes de réduction des émissions d'oxydes d'azote et de soufre dans l'atmosphère par les centrales électriques américaines. - Kiev : NTOE et E de la RSS d'Ukraine, 1991. - 37 p.
Sigal I. Ya., Slavin V. I., Shilo V. V. Purification des émissions industrielles d'oxydes de soufre et d'azote. - Kharkov : Original, 1999. - 142 p.,
Protection du bassin atmosphérique contre les oxydes de soufre. - MM. Mikhailenko, D. V. Mironov, I. Ya. Sigal. - Odessa : Astroprint, 2001. - 84 p.
Editées par I. Ya. Sigal   
__________________________________________
Formation d'oxydes d'azote dans les processus de combustion et moyens de réduire leurs émissions dans l'atmosphère. - Kiev : « Connaissance », 1974. - 61 p.
Formation d'oxydes d'azote dans les processus de combustion et moyens de réduire leur émission dans l'atmosphère. - Kiev : « Naukova Dumka », 1979. - 172 p.
Oxydes d'azote dans les produits de combustion de carburant. - Kiev : « Naukova Dumka », 1981 - 204 p.
Épuration thermique et catalytique des émissions de gaz. - Kiev : « Naukova Dumka », 1984. - 156 p.
Les oxydes d'azote dans les produits de combustion et leur transformation dans l'atmosphère. - Kiev : « Naukova Dumka », 1987. - 144 p.
Purification catalytique thermique et réduction des émissions toxiques dans l'atmosphère. - Kiev : « Naukova Dumka », 1989 - 172 p.
Manuel méthodique pour la réalisation d'essais écologique et thermiques complexes de chaudières fonctionnant au gaz et au mazout. - Kiev : « VNIPItransgaz », rotaprint, 1992. - 213 p.
Remarques 
__________________________________________
Décret du président de l'Ukraine № 956/2009 du 24 novembre 2009 "Sur l'attribution des récompenses d'État de l'Ukraine aux employés de l'Institut du gaz de l'Académie nationale des sciences d'Ukraine, Kiev"
Décret du président de l'Ukraine № 279/2013 du 16 mai 2013 "Sur l'attribution des prix d'État de l'Ukraine dans le domaine de la science et de la technologie en 2012"
Décret du Président de l'Ukraine № 14/98 du 12 janvier 1998 "Sur l'attribution des prix de l'Ukraine"